# Tor Therman
Tor Therman, född 17 augusti 1903 i Helsingfors, död där 16 maj 1973, var en finländsk skolman. Han var  bror till Erik Therman. 
Therman blev filosofie magister 1927, var lärare i historia och svenska vid läroverket för gossar och flickor i Helsingfors 1927–1935 och timlärare i historia och psykologi vid Tölö svenska samskola 1930–1968, tillika skolan rektor från 1940-1968. Han var medlem av krigsansvarighetsdomstolen 1945–1946. Han skrev Framtidens uppfostran (1945) och det historiska standardverket Finlands väg genom tiderna (1947).